# アメリゴ・ヴェスプッチ
アメリゴ・ヴェスプッチ（イタリア語: Amerigo Vespucci, 1454年3月9日 - 1512年2月22日）は、アメリカ州を探検したイタリアの探検家にして地理学者。フィレンツェ生まれ。

## 出身について
アメリゴ・ヴェスプッチはフィレンツェ共和国の公証人ナスタジオ・ヴェスプッチとその妻エリザベッタの息子として生まれる。蜂（vespa）に由来する姓であることから蜂の図柄の入った家紋を持つヴェスプッチ家はプラートに源を持つため、プラート門に近いオニッサンティ地区に住んでいた。この地区には画家ボッティチェッリとギルランダイオの家もあり、彼らはヴェスプッチ家のために多くの仕事をこなした。オニッサンティ教会にあるギルランダイオが描いたヴェスプッチ家の集団肖像画に幼いアメリゴの姿がみられる。また、ヴェスプッチの子供の頃の肖像画は、フィレンツェのオグニサンティ教会にあるギルランダイオによって描かれた聖母マリアの一部に描かれている。
父ナスタジオの弟ジョルジョ・アントニオ・ヴェスプッチから教育を受け、ラテン語とギリシア語を習得し、プラトンを始めとする古典古代の文学や地理学に親しむようになる。当時高名な人文主義者として知られたジョルジョ・アントニオはメディチ分家のロレンツォ・ディ・ピエルフランチェスコの文化人サークルに属していた。ボッティチェッリとギルランダイオもこのサークルと関係を持った。メディチ家追放後にフィレンツェの指導者となったピエロ・ソデリーニとはジョルジョ・アントニオの元で共に学んだ仲であり、アメリゴは『四回の航海』を彼に献じている。
「あの過ぎ去った日々に、私たちは畏敬すべき善知識にして聖マルコ派の修道僧、ジョルジョ・アントニオ・ヴェスプッチ師のよき手本と理論のもとに文法学の初歩を聴講したものでありました」
ヴェスプッチ家はメディチ本家と分家の両方に関わっていたが、一族の中でも最も出世頭であったグイド・アントニオ・ヴェスプッチは本家のロレンツォ・イル・マニフィコに仕えていた。1478年、グイド・アントニオがフィレンツェ大使としてフランスに派遣された際、彼は当時24歳のアメリゴを秘書官として同行させた。当地に約2年滞在して任務をこなした後、ボローニャとミラノの宮廷を経由してフィレンツェに帰国した。
アメリゴは最終的には分家の当主ロレンツォ・ディ・ピエルフランチェスコに仕えることとなる。ヴェスプッチ家のセミラミデがロレンツォ・ディ・ピエルフランチェスコに嫁いだ時、アメリゴは彼の家の執事として仕え始める。スペイン、セビリアにあるメディチ銀行の代理店に不正の疑いがかかった時、1489年に分家当主はアメリゴをその調査のため現地に派遣した。アメリゴはそこで親しくなった在スペイン歴の長いフィレンツェ人ジャンネット・ベラルディを信用のおける新支店長候補とし、1か月から2か月滞在の後フィレンツェへと引き揚げた。その帰途でピサに立ち寄り、金130ドゥカートで航海地図を購入している。
ベラルディ商会がセビーリャにおけるメディチ銀行代理店となったので、アメリゴは1491年に再びセビリアに赴く。ここでベラルディ商会に入り、メディチ家の事業を監督することになった。
スペインのカトリック国王フェルナンドが西インド (曖昧さ回避)(→アメリカ州)探検航海を企画し、参加要請を受けたアメリゴは43歳にして初航海に出る。1497年から1498年にかけてカリブ海沿岸を探検した。1499年から1500年の第二回航海ではカリブ海から南下してブラジル北岸まで探検を行った。

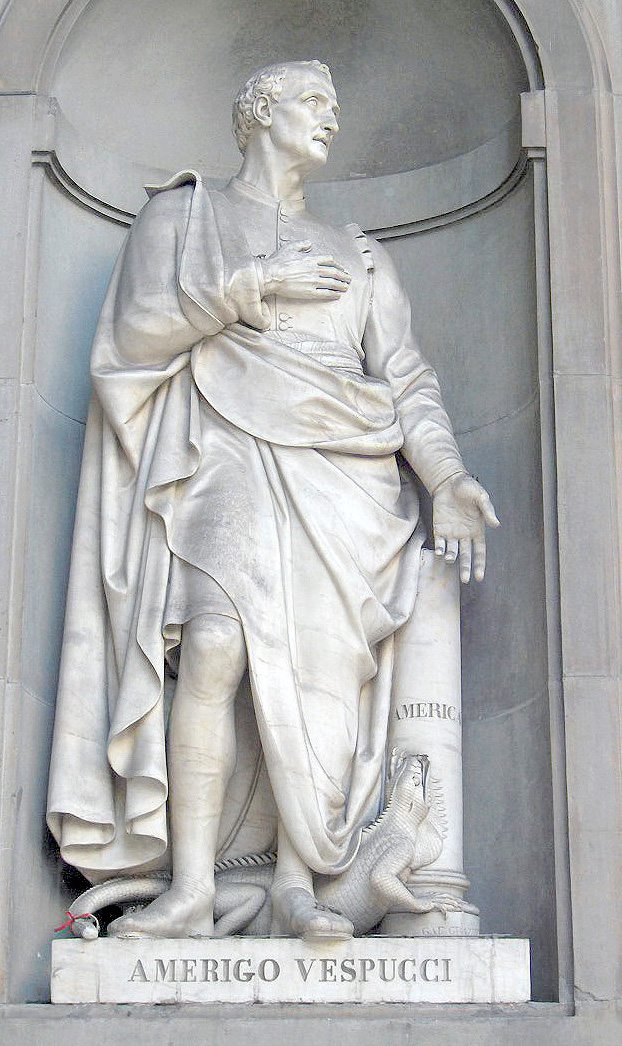
フィレンツェのウフィツィ美術館外廊にある彫刻

この頃1500年カブラルが、ポルトガル王の命によって喜望峰を超えてインドに向かう途上で、南緯16度52分の地点でブラジルを発見した。ポルトガルはトルデシリャス条約によって、この領土を主張した。ポルトガル王は、発見された土地が単なる島なのか、あるいはスペインが既にその北側を探検していた大陸の一部なのか知ることを望んでいた。マヌエル1世はこの探検隊にブラジル北岸の探検経験をもつアメリゴを抜擢し、セビリアから呼び寄せる。
1501年から1502年にかけた第三回航海で南米大陸東岸に沿って南下した。あまりの寒さと暴風雨の厳しさに耐えかね引き返さざるを得なかったが南緯50度まで到達することができた。当初ヴェスプッチに指揮権は無く、ゴンサロ・コエーリョ（Gonçalo Coelho）の指揮下にあったが、最終的にヴェスプッチが責任者となった。
アメリゴはこの第三回航海の最中にヨーロッパ人初の南半球での天体観測を行ったが、その記録はポルトガルの航海に関わる機密情報とみなされてマヌエル王によって没収された。地理学書の執筆に必要なその記録の返還を求め続けたが結局戻されることはなかった。『新世界』でも「第三の日誌を当ポルトガル国王陛下からお返ししていただきますならば」、「当国王陛下からいまだ記録をお返ししていただかないという理由を御了承いただけるものと存じます」と何度か触れて、他国への機密流出のためではなく純粋に学術的目的のために返還を求めているのだと訴えている。
1503年から1504年にかけての第四回航海では南米北東部沿岸を探検した。ポルトガル王の元で2回の探検調査を終えた後、アメリゴは1505年にスペインのセビリアに帰還する。
当時のスペインではインディアス航海に関わる業務（航海技術の問題、地理情報の管理など）が日々膨れ上がっていた。これらを通商院から切り離すため、フェルナンド王はポルトガルに倣って航海士免許制、航海訓練所創設、王立地図台帳といった制度をスペインに導入することを決める。アメリゴとファン・デ・ラ・コサ、ビセンテ・ヤーニェス・ピンソン、フアン・ディアス・デ・ソリスの4名で1507年から準備を開始、1508年にアメリゴが初代の航海士総監（Pilot Major）に任命される。
1512年、セビリアで死去。

## 「新世界」の概念
アメリゴは1503年頃に論文『新世界』を発表する。1499年から1502年にかけての南米探検で彼は南緯50度まで沿岸を下った。南米大陸がアジア最南端（マレー半島、北緯1度）とアフリカ最南端（南緯34度）の緯度をはるかに南へ越えて続くため、それが既知の大陸のどれにも属さない「新大陸」であることに気づいた。ちなみに当時は北米と南米が繋がっていることは判明していないので、彼の『新世界』は南米大陸についてのみ論じている。ヨーロッパの古代からの伝統的世界観、アジア・アフリカ・ヨーロッパからなる三大陸世界観を覆すこの主張は当時最先端の知識人層である人文主義者たちにはセンセーショナルに受け入れられたが、ヨーロッパ全体にすぐ浸透したわけではない。
1507年、南ドイツの地理学者マルティン・ヴァルトゼーミュラーがアメリゴの『新世界』を収録した『世界誌入門』（Cosmographiae Introductio）を出版した。その付録の世界地図にアメリゴのラテン語名アメリクス・ウェスプキウス（Americus Vespucius）の女性形からこの新大陸にアメリカという名前が付いた。これがアメリカ大陸という名を用いた最初の例となった。
1513年のバスコ・ヌーニェス・デ・バルボアの探検で北米と南米の二つの大陸が陸続きで繋がっていること、そして南の海（太平洋。パナマ地峡の南にあたる）が確認された。しかしその後もインディアスという呼称は慣習的に根強く残った。

## 航海
ヴェスプッチは生涯上、4度の航海を行ったといわれている。しかし最近の研究によると、第2期と第3期の航海は確かに信憑性はあるが、1497年 - 1498年の初の航海と第4期航海については出来事そのものの存在について審議が必要となった。

## 関連書籍
- Arciniegas, German (1955) Amerigo and the New World: the life & times of Amerigo Vespucci. New York: Knopf. 1955 English translation by Harriet de Onís. First edition published in Spanish in 1952 as Amerigo y el Nuevo Mundo, Mexico: Hermes.
- Pohl, Frederick J. (1944) Amerigo Vespucci: Pilot Major. New York: Columbia University Press.
- シュテファン・ツヴァイク著『アメリゴ 歴史的誤解の物語』（『ツヴァイク全集18 マゼラン』及び『マゼラン ツヴァイク伝記文学コレクション』関楠生・河原忠彦訳、みすず書房）
- 色摩力夫『アメリゴ・ヴェスプッチ 謎の航海者の軌跡』中公新書、1993年